# Le Tibet est-il chinois ?
Pour les articles homonymes, voir Tibet (homonymie).
Le Tibet est-il chinois ? est un ouvrage collectif publié sous la direction d'Anne-Marie Blondeau et Katia Buffetrille en 2002.
À la suite de l'intervention militaire chinoise de 1950-1951 au Tibet, la question du Tibet est l'objet de nombreuses controverses et tensions entre la République populaire de Chine, le Gouvernement tibétain en exil et une partie de la communauté internationale.
Quinze chercheurs occidentaux et tibétains présentent dans cet ouvrage des informations qu'ils considèrent aussi précises et objectives que possible. Les enjeux des affrontements entre les intervenants donnent le titre de ces études : Le Tibet est-il chinois ?.

## Origine
La genèse de l'ouvrage est liée à une réaction de spécialistes occidentaux à la publication en 1988 d'un pamphlet chinois intitulé Le Tibet, cent questions et réponses. Ce document affirmait présenter le résultat des recherches des tibétologues chinois sur les points controversés de l'histoire tibétaine et de la politique chinoise au Tibet. Anne-Marie Blondeau et Katia Buffetrille, les éditrices, ont conservé le plan du pamphlet et ont placé en regard des réponses des savants chinois celles des savants occidentaux pour chacun des thèmes traités,.

## Présentation et synthèse
Les sujets traités sont vastes, des croyances religieuses à l'éducation, du développement économique à la politique envers le dalaï-lama, de la folklorisation de la culture tibétaine aux émeutes de Lhassa.
- A - Faits historiques ;
- B - Questions des droits de l’homme ;
- C - La politique envers le dalaï lama ;
- D - Problème démographique ;
- E - Les droits autonomes ;
- F - Culture et éducation ;
- G - Développement économique ;
- H - Les émeutes de Lhassa.

L'ouvrage s'articule autour de deux axes; d'une part l’histoire du Tibet et d'autre part sa situation actuelle.

### Histoire du Tibet
La partie historique est construite autour de la puissance militaire de l'empire tibétain du VIIe au IXe siècle, d’une réflexion sur la date avancée par les Chinois du début de l’appartenance du Tibet à la Chine et de la définition tibétaine des relations internationales, y compris celles avec la Chine. Cette partie se termine par une réfutation des arguments utilisés par les autorités chinoises pour justifier l'« invasion du Tibet » et le rappel du soulèvement tibétain de 1959.

### Situation actuelle
La deuxième partie de l’ouvrage traite la situation actuelle du Tibet. À l’argumentation chinoise qui veut que la société tibétaine se soit développée vers plus de justice et d’équité, les chercheurs occidentaux répondent par diverses observations. Pour la Chine, il est impératif de montrer pour les autorités chinoises que le Tibet était féodal et répressif. Si les Tibétains s’accordent à dire que la société traditionnelle était inéquitable, il existe peu de preuves d’une oppression. Mais aussi, selon les Chinois, la religion bouddhiste serait florissante au Tibet ; or certains témoignages et textes politiques chinois semblent démontrer le contraire.

## Auteurs
Quinze auteurs ont collaboré à cet ouvrage :
- Anne-Marie Blondeau est une tibétologue française, spécialiste de la culture tibétaine. Elle a été directrice d'études à l’École pratique des hautes études. Elle supervise, à Paris, le Centre de documentation sur l'aire tibétaine de la Maison de l'Asie[7].
- Katia Buffetrille est une ethnologue et tibétologue française, spécialiste de la culture tibétaine. Elle travaille à l’École pratique des hautes études (EPHE 5e section). Sa thèse de doctorat a porté sur les Montagnes sacrées, lacs et grottes : lieux de pèlerinage dans le monde tibétain. Traditions écrites. Réalités vivantes (Num. national de thèse : 1996PA100065).
- Robert Barnett est un tibétologue anglais. Il est actuellement chercheur à la School of International and Public Affairs à l'université Columbia et dirige la Modern Tibetan Studies Program[8]. En 1987, il a cofondé à Londres le Tibet Information Network (TIN), un organisme de recherche et d'information qu'il a dirigé jusqu'en 1998. De 2000 à 2006, il dirige le programme estival annuel pour les étudiants étrangers à l'université du Tibet à Lhassa.
- Terry Cannon, sociologue du développement lecteur à l'université de Greenwich à Londres, est un spécialiste des questions de développement régional et des minorités nationales en Chine[9].
- Amy Heller est une tibétologue et historienne de l'art suisse. Elle est notamment l'auteur du livre Art et Sagesse du Tibet qui explicite l'art et l'histoire culturelle du Tibet des années 700 à 2000 de notre ère.
- Janet Gyatso, de nationalité américaine, est professeur au département des religions de l'université Harvard, spécialiste de la religion tibétaine. Elle a travaillé plus particulièrement sur la littérature visionnaire, l'histoire culturelle et l'écriture des autobiographies religieuses[10].
- Tsering Shakya est un historien tibétain, titulaire de la chaire canadienne de recherche en religion et société asiatique contemporaine à l’Institute of Asian Research de l'université de la Colombie-Britannique.
- Elliot Sperling, de nationalité américaine, est maître de conférences d'Études eurasiennes et expert de l'histoire du Tibet et des relations tibéto-chinoise à l'université de l'Indiana. Il est très engagé dans la mouvance « Free Tibet ».
- Per Kværne, de l'université d'Oslo, est un tibétologue norvégien, professeur « d'histoire des religions et d'études tibétaines »
- Anne Chayet est directrice de recherche au CNRS. Elle est spécialiste de l'Histoire du Tibet, en particulier de la période des Qing.
- Samten G. Karmay est directeur de recherche au CNRS et il a fait ses études monastiques au Tibet. Il est spécialiste du bön (religion tibétaine préexistant au bouddhisme) et des manifestations religieuses populaires.
- Vegard Iversen est docteur en sciences économiques de la Norwegian School of Economics and Business Administration. Il a effectué ses recherches sur « la pauvreté et les indicateurs de bien-être » à l'université de Cambridge. Il a en particulier travaillé sur l'économie du Tibet contemporain[11].
- Fernand Meyer est directeur d'études à l'École pratique des hautes études et responsable de l'équipe du CNRS « milieux, société et culture en Himalaya ». Cet anthropologue et tibétologue s'est spécialisé dans la médecine tibétaine traditionnelle.
- Jampa Panglung est titulaire du plus important degré de docteur en théologie bouddhiste (Geshe Lharampa) au monastère de Séra en 1959. Il est docteur en philosophie de l'université de Munich.
- Helga Uebach de l'université de Munich est docteur en philosophie. Elle participe au projet du Dictionnaire de tibétain écrit du Comité d'études centre-asiatiques de l'Académie bavaroise des sciences.

## Lectures critiques
L'universitaire Fabienne Jagou  considère que « tout lecteur désireux d’approcher l’histoire du Tibet sera comblé de trouver une analyse et une réflexion historiques sur un aussi grand nombre de thèmes, en contrepoint des rhétoriques de la propagande chinoise sur le Tibet ».
Françoise Aubin, chercheuse du CNRS, précise que 15 spécialistes du Tibet se sont réunis pour analyser et décortiquer les argumentations des autorités chinoises. « Les démonstrations sont savoureuses comme les épisodes d’un roman policier ». Les conclusions pour chaque sujet sont « irréfutables ».
Isabelle Charleux, chargée de recherche au CNRS  et rattachée à l’École doctorale de l’EPHE, indique que l'ouvrage est d'une lecture simple, offrant des « réponses honnêtes et solidement argumentées » et facilement accessible à  un large public.

## Éditions

### Version française
2002 : Le Tibet est-il chinois ?, Éditions Albin Michel, coll. « Sciences des religions »,  (ISBN 2-226-13426-3).

### Version anglaise
2008 : Authenticating Tibet: Answers to China’s 100 Questions (sous la direction de A. M. Blondeau, K. Buffetrille, Wei Jing), préface de Donald Lopez, University of California Press, Berkeley, p. 364  (ISBN 0-520-24928-3). Édition revue et mise à jour de la version française Le Tibet est-il chinois ?.
Publiée six ans après la version française, cette édition en anglais tient compte de la réédition en 2001 du livre blanc chinois, remis à jour et largement modifié par rapport à l'édition de 1989.

### Version chinoise
2011 : 遮蔽的圖伯特：國際藏學家解讀西藏百題問答, traduction  par Xie Weimin (謝惟敏), éditeur 前衛 (Avant-garde Publishers), Taipei

### Version tibétaine
2015 :  traduction en tibétain de Authenticating Tibet: Answers to China’s 100 Questions  par Jampa Tenzin, éditeur Bibliothèque des archives et des œuvres tibétaines, Dharamsala.